# Big Mama Thornton
Willie Mae Thornton, detta Big Mama (Montgomery, 11 dicembre 1926 – Los Angeles, 25 luglio 1984), è stata una cantautrice statunitense di musica blues. Sebbene lodata dai critici musicali per la sua voce forte e potente e per le sue esibizioni dal vivo piene di passione, non ha mai riscosso un grande successo commerciale. Le sue hit più famose come Hound Dog e Ball and Chain sono state in breve tempo surclassate dal maggior successo popolare che hanno riscontrato le cover rispettivamente di Elvis Presley e Janis Joplin.

## Biografia

### I primi anni
Willie Mae Thornton nacque a Montgomery, Alabama, ed era figlia di un predicatore e di una cantante di chiesa. Seguendo le orme della madre, iniziò sin da piccola a cantare nei cori in chiesa. Da bambina, nella sua città natale, Montgomery, in Alabama, Thornton trovò lavoro lavando e pulendo sputacchiere in una taverna locale e una sera, quando il cantante fisso della taverna si ubriacò, Thornton colse l'occasione per cantare in pubblico. Ebbe l'opportunità di conoscere Bessie Smith, Memphis Minnie e Ma Rainey, dalle quali cercò di ispirarsi per l'uso della voce e il modo di comportarsi con il pubblico
All'età di quattordici anni, dopo la morte della madre, lasciò casa e si trasferì ad Atlanta, Georgia, dove si unì agli Hot Harlem Review  di Sammy Green  con i quali si impegnò in una lunga tournée attraverso il Sud degli Stati Uniti. Durante questo periodo poté migliorare la sua tecnica vocale e musicale ed imparò da autodidatta a suonare la batteria  e l'armonica  che spesso utilizzava durante i concerti.

### Il successo
Nel 1948 decise di stabilirsi a Houston dove due anni più tardi effettuò la sua prima registrazione sotto il nome di Harlem Stars. Nel 1951 ottenne un contratto con la Peacock Records; si recò a Los Angeles  per collaborare con un altro artista dell'etichetta, il trombettista Johnny Otis, con il quale registrò più di 30 pezzi, tra i quali Partnership Bues. Fino ad allora Willia Mae era riuscita a ritagliarsi un importante spazio nella 
scena musicale blues, ma il suo primo vero successo arrivò nel 1952 con la canzone Hound Dog, per lei scritta da Jerry Lieber e Mike Stoller, che rimase numero uno nella classifica Billboard R&B per ben sette settimane. Nel 1956 Hound Dog venne ripresa con ancor maggior successo anche da Elvis Presley.
Tra il 1953 ed il 1954 intraprese tournée con Junior Parker  e Johnny Ace  mentre il 1956 la vide impegnata con il musicista Gatemouth Brown. 
Verso la fine degli anni cinquanta la sua carriera era in discesa;  ritornò in California  e si stabilì a Los Angeles. 
Perse il contratto con la Peacock ma ciononostante continuò ad esibirsi in alcuni club di San Francisco. Riconquistò fama durante gli anni sessanta partecipando al Monterey Jazz Festival  nelle edizioni del 1964 e 1966 e girando l'Europa  con l'American Folk Blues Festival. Questo brillante ritorno di scena le permise di ottenere un contratto con l'etichetta Arhoolie  per la quale registrò gli album Big Mama Thornton With The Muddy Waters Blues Band (1966) e Ball and Chain (1968) contenente l'omonima canzone scritta dalla Thornton che già l'anno precedente Janis Joplin aveva portato al successo cantandola al Monterey Jazz Festival.
Durante gli anni settanta pubblicò altri album tra i quali Jail del 1975 registrato durante le sue performance dal vivo nei carceri di Monroe State Prison a Washington e di Washington and Oregon State Reformatory nell'Oregon.

### Ultimo periodo
Durante gli anni ottanta, nonostante le sue condizioni di salute non fossero molto buone anche a causa del suo alcolismo, continuò ad esibirsi in vari club della West Coast.
Morì nel 1984 nella sua casa di Los Angeles per un infarto. Il funerale venne gestito da Johnny Otis e fu sepolta all'Inglewood Park Cemetery.

## Discografia parziale

### Album

#### Studio
- 1966 - In Europe (Arhoolie, F 1028)
- 1967 - Big Mama Thornton And The Chicago Blues Band (Arhoolie, F 1032, con Muddy Waters Blues Band)
- 1969 - Stronger Than Dirt (Mercury, SR 61225)
- 1970 - The Way It Is (Mercury, SR 612249)
- 1971 - Saved (Pentagram, PE 10005)
- 1975 - Sassy Mama! (Vanguard, VSD 79354)

#### Dal vivo
- 1975 - Jail (Vanguard, VSD 79351)

#### Raccolte
- 1994 - The Complete OKeh Sessions 1952-55 (Sony)
- 2007 - Big Mama Thornton (Vanguard)

### Singoli
- 1951 - No Jody For Me/Let Your Tears Fall Baby (Peacock Records, 1587)
- 1952 - Mischievous Boogie/Every Time I Think Of You (Peacock Records, 1603)
- 1953 - Hound Dog/Night Mare (Peacock Records, 1612)
- 1953 - Cotton Picking Blues/They Call Me Big Mama (Peacock Records, 1621)
- 1953 - I Ain't No Fool Either/The Big Change (Peacock Records, 1626)
- 1954 - I Smell A Rat/I've Searched The Whole World Over (Peacock Records, 1632)
- 1954 - Stop Hoppin' On Me/Story Of My Blues (Peacock Records, 1642)
- 1955 - Hound Dog/Rock A Bye Baby (Peacock Records, 1647)
- 1955 - The Fish/Laugh, Laugh, Laugh (Peacock Records, 1650)
- 1955 - Tarzan And The Dignified Monkey/How Come (Peacock Records, 1654)
- 1956 - Just Like A Dog (Barking Up The Wrong Tree)/My Man Called Me (Peacock Records, 1681)
- 1961 - You Did Me Wrong/Big Mama's Blues (Bay-Tone Records, 107)
- 1963 - Mercy/Yes I Cried (Carolyn Records, 45-006)